# Giustino (Trento)
Giustino és un municipi italià, dins de la província de Trento. L'any 2007 tenia 742 habitants. Limita amb els municipis de Bleggio Inferiore, Caderzone, Carisolo, Massimeno, Pinzolo, Spiazzo, Stenico, Strembo i Vermiglio.

## Administració
| Període | Identitat  | Partit        |
| ------- | ---------- | ------------- |
| 2008-   | Luigi Tisi | Llista cívica |